# Record d'Europe de natation dames du 200 mètres papillon
Progression du record d'Europe de natation sportive dames pour l'épreuve du 200 mètres papillon en bassin de 50 et 25 mètres.

## Bassin de 50 mètres
| Temps         | Athlète            | Naissance | Âge | Nationalité | Compétition                              | Lieu      | Date            |
| ------------- | ------------------ | --------- | --- | ----------- | ---------------------------------------- | --------- | --------------- |
| 2 min 05 s 61 | Otylia Jędrzejczak | 1983      | 22  | Pologne     | Championnats du monde (d)                | Montréal  | 28 juillet 2005 |
| 2 min 04 s 83 | Ellen Gandy        | 1991      | 18  | Royaume-Uni | Championnats de Grande-Bretagne 2009 (f) | Sheffield | 19 mars 2009    |
| 2 min 04 s 27 | Katinka Hosszú     | 1989      | 20  | Hongrie     | Championnats du monde (d)                | Rome      | 29 juillet 2009 |

## Bassin de 25 mètres
| Temps         | Athlète            | Naissance | Âge | Nationalité | Compétition                | Lieu      | Date             |
| ------------- | ------------------ | --------- | --- | ----------- | -------------------------- | --------- | ---------------- |
| 2 min 04 s 94 | Otylia Jędrzejczak | 1983      | 23  | Pologne     | Championnats d'Europe      | Helsinki  | 7 décembre 2006  |
| 2 min 03 s 53 | Otylia Jędrzejczak | 1983      | 24  | Pologne     | Championnats d'Europe (f)  | Debrecen  | 13 décembre 2007 |
| 2 min 03 s 01 | Mireia Belmonte    | 1990      | 19  | Espagne     | Championnats d'Espagne (f) | Castellón | 26 novembre 2009 |
| 2 min 02 s 20 | Katinka Hosszú     | 1989      | 23  | Hongrie     | Championnats du monde (f)  | Istanbul  | 13 décembre 2012 |
| 2 min 01 s 52 | Mireia Belmonte    | 1990      | 23  | Espagne     | Championnats d'Europe (f)  | Herning   | 12 décembre 2013 |
| 1 min 59 s 61 | Mireia Belmonte    | 1990      | 24  | Espagne     | Championnats du monde (f)  | Doha      | 3 décembre 2014  |